# سيريل كوكي
سيريل كوكي (28 يونيو 1895 - 27 سبتمبر 1972) (بالإنجليزية: Cyril Cooke)‏ هو عسكري ولاعب كريكت بريطاني (وحمل سابقاً جنسية المملكة المتحدة لبريطانيا العظمى وأيرلندا).